# Mala tijela Sunčevog sustava
Mala tijela Sunčevog sustava su asteroidi (planetoidi), kometi, meteoriti i meteori, te sitna razdrobljena materija koja pluta međuplanetarnim prostorom. Među prirodnim (planetskim) satelitima ima i tijela koja po fizičkim svojstvima pripadaju redu malih tijela. 
Zanimanje za asteroide obnovljeno je nedavno. Saznale su se nove činjenice o njihovom fizičkom stanju i naslučene su neposredne veze s ostalim malim nebeskim tijelima. Kako povezati komete s asteroidima, asteroide s meteorima, meteore s meteoritima? Usporedna kemijsko-mineraloška ispitivanja meteorita i asteorida, jednih u laboratoriju, drugih na daljinu, uz pomoć optičkih metoda, dovela su do nedvojbenog zaključka da su meteoriti povezani s asteroidima. Meteoriti su izravni ostaci nekih asteroida. Istodobno, meteoriti namaju ništa fizički zajedno s meteorskim rojevima. Meteore i meteorite potrebno je pažljivo razdvojiti, ne obazirući se na jezičnu sličnost i sličnost pojave na dijelu puta kroz atmosferu. Provjereno je da od kometa nastaju potoci meteora; potoci prate postojeće komete ili se nalaze na putanjama iščezlih kometa, no ne zna se za ijedan takav meteor koji je izdržao kroz atmosferu. Prema tome, asteroidi ili planetoidi su povezani s meteoritima, a kometi s meteorima. O vezi asteroida i kometa spekulira se na razini kozmogonijskih teorija ili teorija o postanku Sunčeva sustava.

## Asteroidi ili planetoidi
Asteroidi ili planetoidi su kamena ili metalna nebeska tijela promjera većeg od 1 metar, koji samostalno ili u skupini sličnih tijela obilaze oko Sunca. Većina planetoida obilazi Sunce u glavnom planetoidnom pojasu (asteroidni pojas) između Marsa i Jupitera, dio prilazi Suncu bliže od Marsa (Amori) i Zemlje (Apoloni) i nazivaju se Zemlji bliski asteroidi, dio se giba u putanji Jupitera ili drugih planeta (Trojanci). U usporedbi s planetima mnogo su manji i najčešće nepravilnog oblika. Nastali su od ostataka protoplanetarne tvari koja se nije pripojila planetima za vrijeme stvaranja sustava iz protoplanetarnog diska. Najčešće kruže oko matične zvijezde vlastitom putanjom ili kao prirodni sateliti (mjeseci) većih planeta. Neke od njih nalazimo vezane gravitacijskim silama uz planete, u grupama koje orbitiraju u putanji planeta, ispred ili iza. Iako se donedavno mislilo drukčije, otkriveno je da asteroidi mogu imati vlastite mjesece kada je u orbiti oko asteroida 243 Ida pronađen satelit nazvan Dactyl. Do sada ih je otkriveno blizu 80 000, a oko 11 000 ih je dobilo službena imena - redni broj i ime. Procjenjuje se da bi ih u našem sustavu moglo biti nekoliko milijuna.
Prema spektralnoj analizi odrazne svjetlosti planetoidi se mogu podijeliti na ugljikove (C), kojih je oko 75% i sadrže tamne ugljikove spojeve, metalne (M), kojih je oko 8%, i silikatne (S), kojih je oko 17%. U Hrvatskoj, u Zvjezdarnici Višnjan, otkriveno je nekoliko tisuća planetoida. Teleskopom se ni najvećemu planetoidu ne vidi tijelo, pa im se promjeri mjere posredno, prilikom okultacija zvijezda ili iz sjaja uz procijenjeni albedo. S pomoću svemirskih letjelica snimljeni su 433 Eros, 951 Gaspra, 243 Ida, 25143 Itokawa, 253 Mathilde i drugi. Trans-neptunski objekti ili nebeska tijela koja su dalja od Neptuna obično se ne smatraju planetoidima.

## Meteoriti
Meteorit je komad stijene ili željeza, meteoroida, kometa ili planetoida, koji je iz svemira pao na površinu Zemlje ili nekog drugog nebeskog tijela. U slučaju jačeg udara, nastaje udarni krater. Većina meteorita potječe od manjih tijela meteoroida, a rijetki potječu od planetoida (asteroida). Padovi većih nebeskih tijela uzrokuju eksplozije i udarne kratere (astrobleme). Prema kemijskom sastavu meteoriti se dijele na kamene (aeroliti, učestalost 94%), željezne (sideriti, 5%) te kameno‑željezne (sideroliti, 1%). Najveći nađeni kameni meteorit mase je veće od 1 tone, a željezni od 60 tona. Prema mineralnom sastavu kameni meteoriti dijele se na hondrite (ili kondriti) i ahondrite; prvi sadrže okrugla zrna, hondre, uložene u osnovnu masu (matriks). Hondre se sastoje od olivina i piroksena s nešto slitine nikla i željeza. Izuzev lako isparivih elemenata (na primjer vodik, helij), kemijski sastav hondra odgovara sastavu Sunca, a kuglasti oblik upućuje na nastanak u bestežinskom prostoru. Radioizotopno im je utvrđena starost od 4.55 milijardi godina, što odgovara vremenu nastanka planetnoga sustava (Sunčev sustav). Smatra se da nikada nisu bili uklopljeni u neko veće tijelo. Oko 86% svih meteorita su hondriti. Malobrojniji ahondriti ne sadrže hondre. Većinom su dijelovi otkrhnuti s površine planetoida. Najviše ih potječe od planetoida Vesta (4 Vesta). Malu skupinu anhondrita čine meteoriti koji sadrže minerale kakvi se nalaze na Mjesečevu ili Marsovu tlu. Željezni meteoriti sastoje se uglavnom od nikla i željeza. Smjesa je kristalizirala iz taljevine pri vrlo sporom hlađenju, za što su uvjeti postojali u međuplanetnome prostoru. Većinom potječu od jezgara planetoida koji su razbijeni u sudaru s nekim drugim planetoidom. Kameno‑željezni meteoriti sastoje se od silikata i metala. Smatra se da su nastali u planetoidima, u području između željezne jezgre i kamenog omotača. 
Najstarija je poznata uporaba meteorita datirana u željezno doba (Danebury, Engleska). Željezni meteoriti koristili su se kao prvi izvori kvalitetnog željeza za oštrice (povijest tehnologije). Izvanzemaljsko podrijetlo meteorita prvi je pretpostavio Ernst Chladni kada je 1794. povezao nalazišta meteorita i pojavu bolida. Alois von Widmanstätten je na prerezu Hrašćinskoga meteorita (pao u Hrvatsko zagorje, 26. svibnja 1751.), jetkanoga (nagrizano) dušičnom kiselinom, uočio kristalografsku strukturu jedinstvenu za željezne meteorite (Widmanstättenove figure), kakva ne postoji u Zemaljskim kristalima. Kada je 26. travnja 1804. u francuskom mjestu L'Aigle pred velikim brojem svjedoka pao meteorski pljusak od približno 3 000 dijelova kamenog meteora znanstvena je zajednica prihvatila njihovo svemirsko podrijetlo.

## Kometi
Komet (prema grč. ϰομήτης: dugokos; zvijezda repatica) je nestalno nebesko tijelo u Sunčevu sustavu kojima su staze vrlo izdužene, a ravninu ekliptike mogu presijecati pod bilo kojim kutom. Njihovo je osnovno tijelo jezgra, rahla tvorevina smrznutih tvari, leda s prašinom. Oko jezgre razvija se koma (koja zajedno s jezgrom čini glavu kometa), a iz nje rep. Veličina jezgara većinom je nepoznata; desetak bolje upoznatih jezgara promjera su od jednoga do dvadeset kilometara.
Koma (lat. coma < grč. ϰόμη: kosa, vlasi) je magličasti ovoj kometske jezgre koji zajedno s jezgrom tvori glavu kometa. Sastoji se od rijetkih plinova i prašine. Kuglasta je ili izdužena oblika, a katkada pokazuje slojeve. Veličine je kao jedna do deset Zemaljskih kugli. Nastaje kada Sunce dovoljno zagrije kometsku jezgru, iz koje se tada oslobađaju plinovi sublimacijom zaleđene tvari, noseći sa sobom čestice praha. Koma je zapravo atmosfera u kojoj djelovanjem Sunčeva zračenja dolazi do disocijacije molekula i do ionizacije produkata raspada, koji su pobuđeni pa svijetle. Zbog utjecaja Sunčeva vjetra i magnetskog polja, plinovi kome udaljuju se od Sunca brzinom oko 1 km/s i oblikuju rep, koji je ravan i svijetli modrikasto. Na nekoj udaljenosti od jezgre, čestice prašine lebde slobodno i ovisno o svojoj masi gibaju se u polju Sunčeve sile teže. Tako nastaje žućkasti zavinuti prašni rep koji odbija Sunčevu svjetlost. Čestice kome raspršuju se po kometskoj stazi.

## Meteori
Meteor (grčki metéoros (μετέωρος) = uzdignut u zrak, lebdeći, podignut) dio je nebeskog tijela koje, padajući kroz atmosferu, ostavlja svijetleći trag. Meteor je svjetlosna pojava nastala zagrijavanjem meteoroida (ili sitnijih nebeskog tijela) pri gibanju kroz Zemljinu atmosferu velikom brzinom (do 72 km/s). Zbog Zemljina gibanja, učestalost opažanja meteora i njihov sjaj rastu od večeri do zore, kada meteoroidi susreću onu Zemljinu stranu koja je okrenuta prema smjeru gibanja na putanji oko Sunca. Povremene ili sporadične meteore moguće je vidjeti svake vedre noći. Iznimno veliki meteori nazivaju se bolidi. Prolaskom kroz atmosferu, tijelo pristiglo iz svemira zbog velikoga se trenja zagrijava, tali, drobi i isparava. Dio meteoroida ili planetoida (asteroida) koji ne izgori u atmosferi i stigne do tla naziva se meteorit.
Meteor je širi naziv za nebesko tijelo koje prolazi kroz Zemljinu atmosferu, uključujući i popratnu pojavu. Naziv je potekao iz vremena kada se smatralo da su meteori atmosferske pojave. Za nebesko tijelo koje nije ušlo u atmosferu uvodi se naziv meteorid, po analogiji s planetoidom. Svjetlosni trag nastaje tijekom prelaska kinetičke energije meteoroida na atome atmosfere kroz koju prolazi i ablacije vanjskih slojeva meteoroida. Temperatura u udarnom valu ispred veće meteoroidske čestice iznosi i više od 10 000 stupnjeva °C, a iza njega ostaje "cijev" od ioniziranog plina ili plazme koja svijetli.

### Meteorski pljusak ili meteorski roj
Meteorski pljusak, meteorska kiša ili meteorski roj je pojava skupine meteora iz jedne točke na nebu (radijanta). U obilnome meteorskom pljusku u jednom satu pojavi se više desetaka ili stotina meteora. Pljusak traje od nekoliko sati do više dana. Meteorski pljuskovi potječu s putanja postojećih ili iščezlih kometa, najčešće se pojavljuju s periodom od jedne godine, na primjer Liridi (22. travnja), Perzeidi (11. ili 12. kolovoza), Andromedidi (14. studenoga), Leonidi (16. do 18. studenoga), Geminidi (13. prosinca) i drugi. Ovi su meteori zapravo svemirske krhotine koje velikim brzinama udaraju u Zemljinu atmosferu, pri čemu se na nebu, na putanji meteora, pojavljuju svijetle trake. Većina je dijelova manja od zrna pijeska, pa ih jako mali broj dospije do tla. Ostatci koji su dovoljno veliki da prežive pad nazivaju se meteoritima. Meteorske su kiše vrlo rijetka pojava, zbiju se tek nekoliko puta unutar jednog stoljeća. Pojam meteorske kiše (pljuska) neki poistovjećuju s pojmom meteorskog potoka, što je pogrešno.
Kako se približavanjem kometa Suncu povećava temperatura na njegovoj površini, led se počinje topiti i topljenjem leda komet se počinje raspadati te se tom vrtnjom oko Sunca kometi mrve. Iza njega ostaje trag prašine i komadića stijena. Ako se kometova putanja presiječe sa Zemljinom i na Zemljinoj stazi ostavi prašine, Zemlja će svake godine ulijetati u taj oblak prašine. Zbog trenja zraka u atmosferi, čestice prašine se zapale i u atmosferi nakratko ostave sjajan trag - nastaje meteor. Visina na kojoj nastaju ti tragovi izgaranja je od 40 do 80 km. Brzina kojom udaraju je oko 62 km/s (Perzeidi), te je velika rijetkost da meteor dođe do tla.
Meteorski rojevi nastaju s ulaskom Zemlje u oblak sitnih krutih čestica. Promatrajući staze meteora, čini nam se, zbog perspektive, da izviru iz jednog područja neba; to je radijant. Meteorskih rojeva ima nekoliko desetaka i odlikuju se dobom godine kada se javljaju. Rojevi nastaju od kometa koji još postoje ili koji su već nestali. Čak je i za mnoge sporadičke meteore nađeno da stižu s kometskih staza. No to ne isključuje mogućnost da rojevi nastaju u području ekliptike i na neki drugi način. Kometi su praćeni oblakom praha koji je najveće gustoće u blizini samog kometa; oblak praha protegnut stazom zvat ćemo meteorskim potokom. Na stazama starih kometa, a i kometa koji su nestali, prah je rasprostrt jednoliko. Do razlike u jačini pljuskova od godine do godine dolazi ako prah nije rasprostrt jednoliko uzduž potoka, jer Zemlja nije u prilici prijeći potok uvijek na mjestu istog zgušćenja. Potoke meteora poremećuje osim toga privlačna sila planeta. Pljusak traje po više dana. Među rojevima ima takvih koji su otkriveni danju, uz pomoć radiolokacije. Oni mogu predstavljati iste rojeve koji se u drugom dijelu godine jave noću. Jedan od dnevnih jesu β - tauridi, a njemu odgovaraju noćni, tauridi. 

## Međuplanetarna tvar
Međuplanetarna tvar je tvar u prostoru između planeta u Sunčevu sustavu. Sastoji se od vrlo rijetkog plina, čestica Sunčeva vjetra te od čestica prašine (najčešće promjera između 10 μm i 100 μm). Nastaje emisijom sa Sunca, sudaranjem meteoroida i planetoida (asteroida) i oslobađa se iz kometa dok prolaze oko Sunca. Sunčev vjetar polako je potiskuje u svemir. Teško se može opažati. Sunčeva svjetlost raspršena na česticama prašine u području ekliptike naziva se zodijačka svjetlost.

### Zodijačka svjetlost
Zodijačka svjetlost je slabo osvijetljeni dio neba trokutasta oblika koji se u povoljnim vremenskim prilikama i kad nema mjesečine zapaža na nebeskoj sferi u području ekliptike, odnosno zodijaka. Najlakše ju je uočiti iz tropskoga pojasa; u umjerenim sjevernim širinama vidi se u ožujku neposredno nakon zalaska i u rujnu neposredno prije izlaska Sunca. Sjajem je jednaka sjaju Mliječne staze. Spektar joj je jednak spektru Sunca. Zodijačka svjetlost nastaje zbog raspršenja Sunčeve svjetlosti na međuplanetarnoj prašini u ravnini ekliptike. Ovu je pojavu vrlo teško uočiti. Najbolji uvjeti za njeno opažanje su kada je ekliptika položena okomito na obzor i kada je Sunce oko 20° ispod obzora. Posebna se prilika javlja za vrijeme pomrčine Sunca. Pojavu je najbolje je promatrati s planina.